# Francisca de Gazmira
Francisca de Gazmira, también llamada Francisca de La Palma o Francisca Palmesa (fl. 1491-1500), fue una mujer aborigen benahoarita de la isla de La Palma ―Canarias, España― que vivió entre los siglos XV y XVI, y es conocida tanto por su participación en la conquista de su isla por parte de la Corona de Castilla al actuar como mediadora entre los aborígenes y los castellanos, como por la posterior defensa que hizo de sus compatriotas ante los abusos de los conquistadores.
Aunque su figura no aparece en las primeras crónicas e historias de Canarias, Francisca de Gazmira fue recuperada del anonimato por el historiador austríaco Dominik Josef Wölfel, quien estudió los documentos canarios que se guardaban en el Archivo General de Simancas.
Francisca es cada vez más reconocida como una líder aborigen clave en la historia de Canarias, y cuenta con varias vías públicas dedicadas a ella en la isla de La Palma: una calle y una plaza en los municipios de Los Llanos de Aridane y El Paso respectivamente.

## Biografía

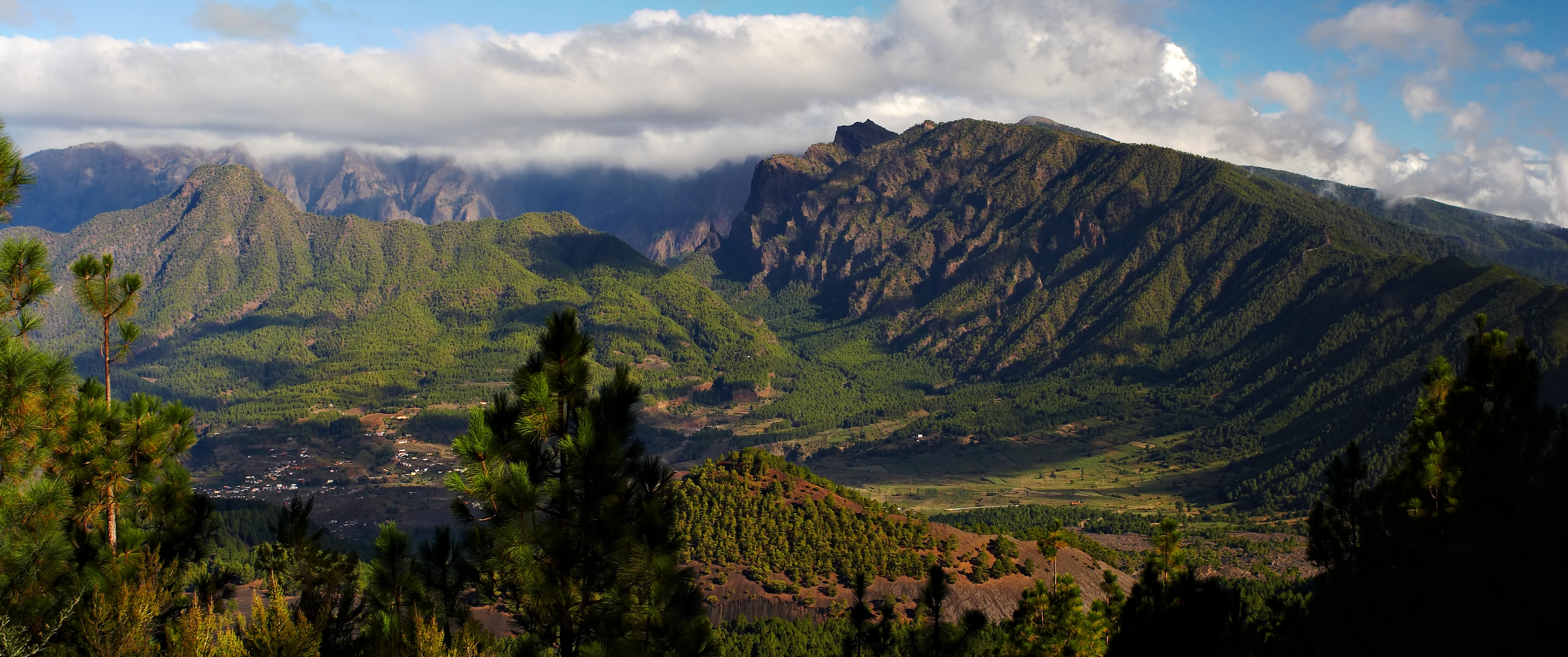
Francisca pertenecía al bando de Gazmira, ubicado en el entorno del barranco de El Riachuelo.

Nació en la isla de La Palma en algún momento impreciso de la segunda mitad del siglo XV. Pertenecía al bando de Gazmira, ubicado en el entorno del barranco de El Riachuelo en El Paso, sin que se sepan más datos sobre su vida.
A partir de la finalización de la conquista de Gran Canaria en 1483, los nuevos colonos realizaron con frecuencia cabalgadas en busca de esclavos en las islas aún sin conquistar de La Palma y Tenerife. En una de estas razias fue hecha prisionera Francisca, cuyo nombre aborigen se ignora, y pasó a ser esclava de un vecino de Gran Canaria hasta que su conversión al cristianismo le dio la condición de persona libre de cautiverio.
Una vez libre pasó a servir como criada principal en la casa de Diego de Zurita, conquistador de Gran Canaria y uno de los primeros regidores de la isla.
El papel de Francisca como mediadora entre aborígenes y castellanos comenzó en 1491. En esa fecha fue enviada junto a Catalina Palmesa por las autoridades de Gran Canaria en un navío a La Palma para que retornaran a un grupo de veinte benahoaritas que habían sido injustamente cautivados.
Posteriormente, Francisca fue enviada de nuevo a La Palma en la primavera de 1492 por el gobernador de Gran Canaria Francisco Maldonado y por el provisor de Canarias Pedro de Valdés para que negociara con varios bandos que habían solicitado ser cristianos. Francisca logró atraerse a cinco caudillos, los llevó consigo a Gran Canaria y allí fueron bautizados. Posteriormente fueron devueltos a La Palma con la condición de bando de paces para sus territorios, lo que los libraba de los asaltos esclavistas.
Esta operación se encuadraba en los intentos de acuerdo por parte de las autoridades reales en el archipiélago con los bandos aborígenes tanto de La Palma como de Tenerife como paso previo a la conquista militar.

### Activismo por los derechos de los aborígenes
Gazmira es recordada por su oposición a la esclavitud de los guanches. Tras la conquista de la isla, se produjeron ventas ilegales de aborígenes como esclavos a la península ibérica. Gazmira se erigió como defensora de su pueblo, viajando a la corte de los Reyes Católicos para denunciar esta situación.

## Fallecimiento
Se desconoce la fecha de fallecimiento de Francisca de Gazmira, aunque no vuelve a aparecer en la documentación coetánea más allá de finales de 1500.

## En la ficción
La figura de Francisca de Gazmira ha sido utilizada como personaje en varias novelas de ficción histórica:
- Francisca de Gazmira: Un drama histórico en tres actos (1993), de Tomás Monterrey;
- El glauco mar de las tinieblas: La conquista de las Islas Canarias (2012), de Carolina Dafne Alonso.